# Orphans of the Storm
Orphans of the Storm és una pel·lícula muda produïda i dirigida per D. W. Griffith la qual va comptar per darrer cop amb les germanes Lillian Gish i Dorothy Gish en el seu repartiment. Ambientada en l'època de la Revolució Francesa, està basada en l'obra de teatre “Les Deux Orphelines” (1874), escrita per Adolphe D'Ennery i Eugène Cormon. Estrenada el 28 de desembre de 1921, fou una de les pel·lícules més taquilleres del cinema mut, amb una recaptació aproximada de 3 milions de dòlars.

## Argument
A França, durant el segle xviii, la filla del cavaller de Vaudrey es casa amb un home que no pertany a la noblesa i tenen una nena. La família, en assabentar-se maten el marit i arranquen la criatura de les mans de la mare i l'abandonen a les escales de la catedral de Notre Dame. La mare només ha pogut enganxar entre la roba una nota on diu que el seu nom és Louise, i una bossa de diners. Poc després, Jean Girard, hi porta també la seva pròpia filla, ja que no la pot mantenir, però en veure allà la pobre Louise tremolant canvia de idea i se les enduu les dues cap a casa. Allà té la sorpresa de trobar la bossa de diners que permetrà a les dues noies alimentar-se. Elles creixen com a germanes als afores de París. Mentrestant, els Vaudrey han obligat a la seva filla a casar-se amb el prefecte de la policia, el comte de Linieres.
Anys després, una epidèmia ha deixat les dues noies orfes i a Louise cega. La seva germana la porta a París amb l'esperança de que un metge la pugui curar. Un cop allà Henriette es raptada pel malvat marquès de Praille que deixen abandonada Louise que està a punt de caure del Pont Neuf. En el darrer moment es rescatada per Pierre Frochard, fill d'una família de lladres (els Frochard). La mare, en saber que està abandonada, la obliga a demanar caritat malgrat les objeccions de Pierre. En negar-se ella, la tanquen al celler.
Henriette és rescatada pel jove cavaller de Vaudrey, germà inconegut de Louise, després de ferir el marquès. Ells dos s'enamoren però de seguida Henriette vaga pels carrers en cerca de la seva germana. Aquesta, finalment ha acceptat demanar caritat per a la mare Frochard amb l'esperança que la seva germana la trobi. Mentrestant, el cavaller de Vaudrey visita el seu parent el comte de Linieres, per demanar que la policia els ajudi a cercar la germana. Aquest s'hi nega i li recomana que no es barregi amb la plebs. Més tard, visita el rei Lluis XIV per tal de concertar un matrimoni del cavaller amb una noia de la noblesa. Quan el comte informa el seu nebot dels resultats aquest es nega a acceptar el compromís doncs està enamorat d'Henriette.
Un dia, Danton es veu atacat per realistes i es ferit per una espasa. En fugir, es troba amb Henriette que l'amaga i insisteix en curar-li la ferida. Robespierre per contra sospita de la noia, ja que la veu com una amiga de la noblesa. Fora, al voltant de Notre Dame, un doctor observa Louise i parla amb la mare Frochard dient-li que li porti la noia que la seva ceguesa es pot curar. La mare, que no vol perdre la font d'ingressos, explica Louise que el doctor ha dir que la seva malaltia és incurable.
El cavaller retorna de les seves recerques per explicar a Henriette que no l'ha trobada però li ofereix un anell de prometatge. Ella el refusa, ja que no vol comprometre la posició del noi. Al mateix temps, la mare de Louise surt de Notre Dame i veu la noia demanant caritat, sentint per ella una gran simpatia. A l'arribar a casa, es troba el seu nebot, el cavaller de Vaudrey que li demana que conegui a la dona que estima però l'oncle, el comte de Linieres, l'amenaça en tancar-lo en una presó si no accepta casar-se amb qui ell ha triat.
La comtessa de Linieres visita Henriette per explicar-li que el matrimoni és impossible. La comtessa porta un brodat amb el nom de Louise i en parlar les dues d'aquest nom, la comtessa s'adona que Louise ha de ser la seva filla. En aquell moment, senten gent demanant caritat i Henriette destria la seva germana però no pot anar a trobar-la perquè en aquell moment arriba el comte amb soldats i la fa portar a la casa de les dones perdudes. Louise es tancada de nou en el celler i el cavaller en una presó.
Aleshores esclata la revolució francesa i Danton allibera la casa on hi ha Henriette. Ella troba mare Frochard i li demana que alliberi Louise però mare Frochard li diu que ella ha mort. Més tard els germans Frochard es barallen per Louise però Pierre aconsegueix ferir el seu germà i alliberar Louise. Mentrestant Henriette i Vaudrey son capturats pels revolucionaris i condemnats a la guillotina. Amb l'ajuda de Danton, Pierre i Louise aconsegueixen alliberar Henriette i Vaudrey, el metge cura la ceguesa de Louise i les dues parelles es casen. A la vegada, la comtessa retroba la seva filla.

## Repartiment
- Lillian Gish (Henriette Girard)
- Dorothy Gish (Louise Girard)
- Joseph Schildkraut (cavaller de Vaudrey)
- Frank Losee (compte de Linières)
- Catherine Emmet (comptessa de Linières)
- Morgan Wallace (marquès de Praille)
- Lucille La Verne (mare Frochard)
- Frank Pugilla (pare Frochard)
- Sheldon Lewis (Jacques Frochard)
- Creighton Hale (Picard)
- Leslie King (Jacques-Forget-Not)
- Monte Blue (Danton)
- Sidney Herbert (Robespierre)
- Lee Kohlmar (Lluís XVI de França)
- Marcia Harris (criada d'Henriette)
- Adolph Lestina (doctor)
- Kate Bruce (germana Genevieve)
- Flora Finch (mendicant)
- Louis Wolheim (botxí)
- Kenny Delmar (cavaller, noi)

## Producció
El maig de 1921 s'anunciava que Griffith començava els assajos de la pel·lícula, la producció de la qual es calculava que hauria de durar uns quatre o cinc mesos. La pel·lícula es basava en l'adaptació “The Two Orphans” que Kate Claxton havia realitzat de l'obra Adolphe D'Ennery i Eugène Cormon i que havia tingut molt d'èxit a Broadway. Per a la pel·lícula, Griffith va fer construir al seu director artísitc, Charles D. Kirk, un elaborat decorat. que s'estenia al voltant de 14 acres per l'estudi que el director tenia a Mamaroneck i que reproduïda de manera molt acurada històricament la França del moment de la revolució, incloent edificis com Notre-Dame, Versailles o la Bastilla. El cost de tot plegat, incloent la reproducció de 12 carrers de París excedia els 100.000 dòlars. Aquells decorats van esdevenir ràpidament una atracció local. Per al vestuari, Griffith va sol·licitar els serveis de la Eaves Costume Company de Broadway que va subministrar centenars de vestits d'època, tan uniformes com de gent de la noblesa o de la plebs franceses. El director va usar per a la filmació diferents filtres monocromàtics (vermell, blau, groc, sèpia, etc) per accentuar els sentiments dels personatges i dissolucions de la imatge per recalcar la diferència de classes. En dos moments de la pel·lícula, calia que l'escena es desenvolupés sota una tempesta: l'abandó de les dues criatures en les escales de Notre Dame i en el moment en què Louise, cega i gelada, demana caritat pels carrers de París. En aquestes escenes no era possible simular la nevada sense el perill que aquesta esdevingués còmica. Griffith, tement que l'espera d'una tempesta de neu real li produís pèrdues econòmiques, va decidir assegurar la producció de la pel·lícula contra pèrdues de fins a 25.000 dòlars pel cas que no nevés en el set durant els mesos d'octubre i novembre de 1921. Durant, la producció, el títol provisional de la pel·lícules era “The Two Orphans”, igual a la producció de Broadway, però en el darrer moment, per tal de diferenciar la seva pel·lícula d'altres amb el mateix títol, Griffith va decidir canviar-li en nom pel de “Orphans of the Storm”, cosa que li va costar 25.000 dòlars. La producció de la pel·lícula va costar prop d'un milió de dòlars i malgrat que va obtenir beneficis aquests no van ser instantanis sinó que anaren arribant pausadament.

## Imatges de la pel·lícula

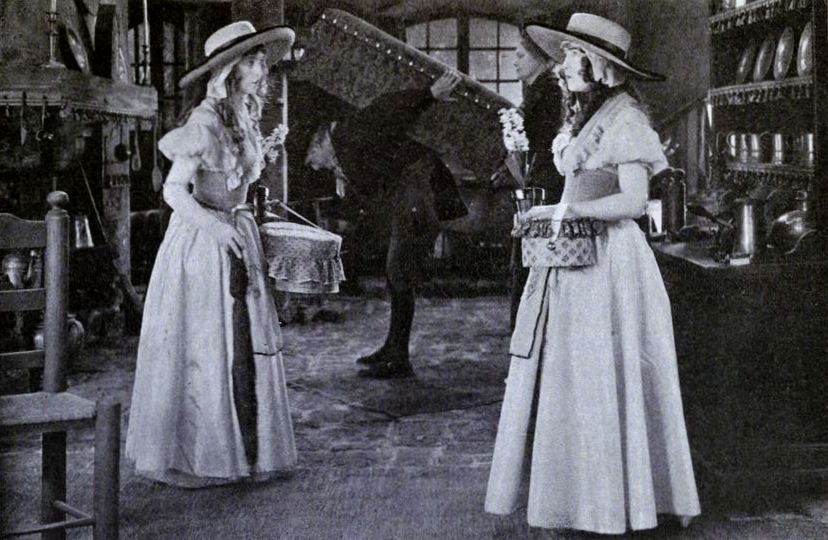
Les dues germanes preparades per anar a París
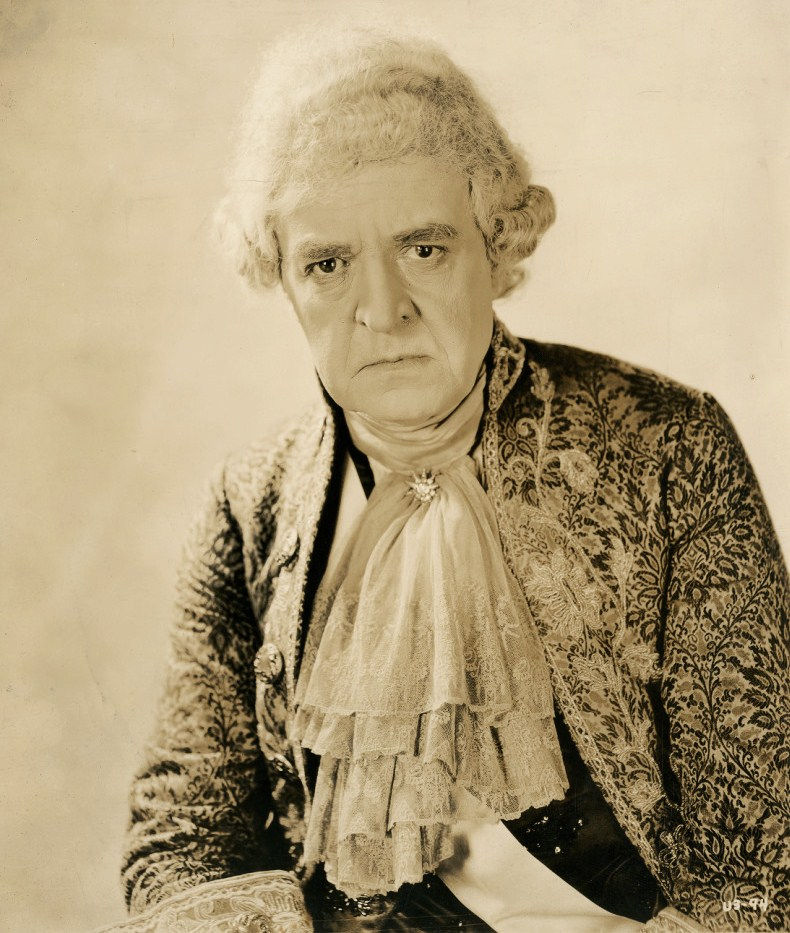
El comte de Linières
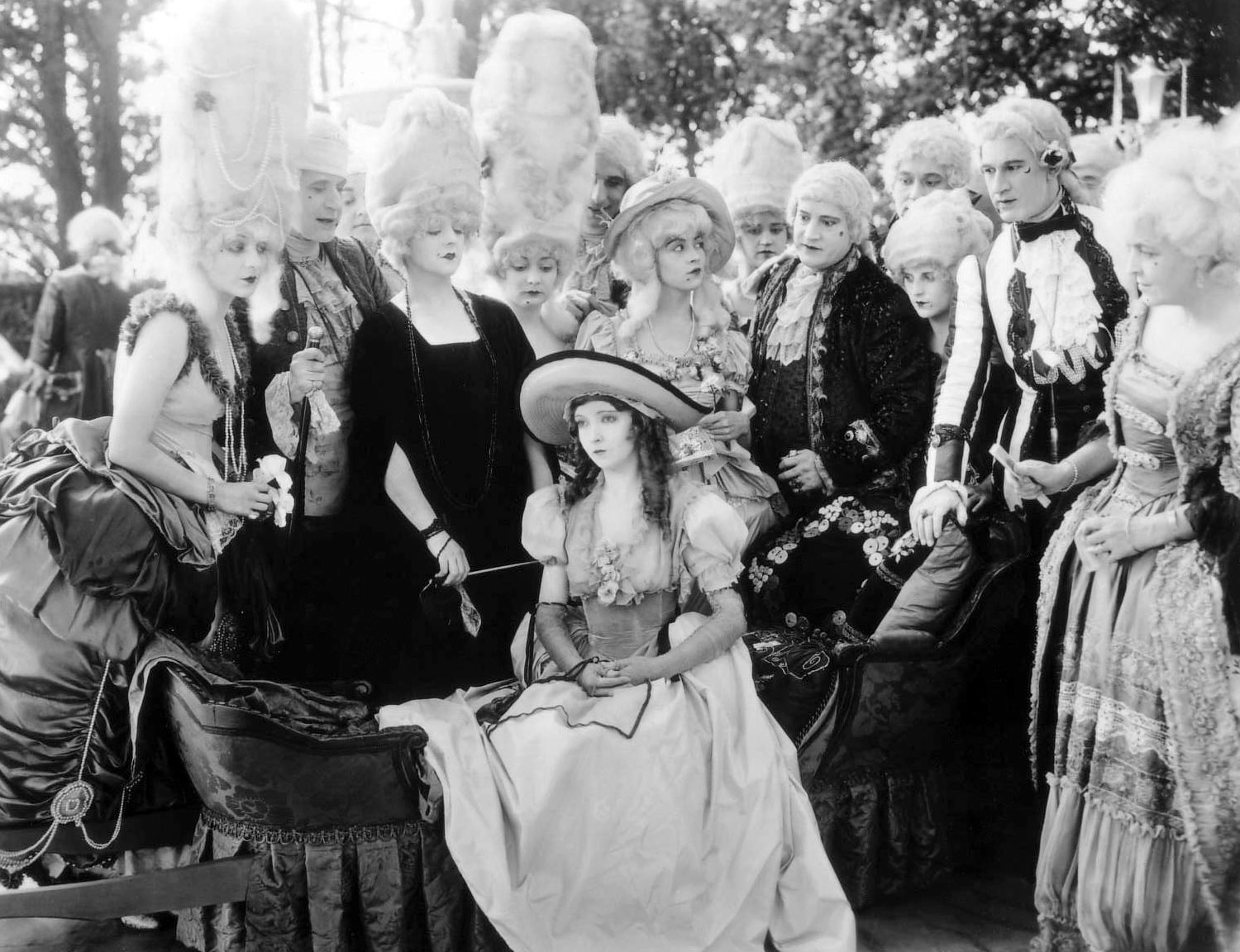
Henriette rodejada de nobles
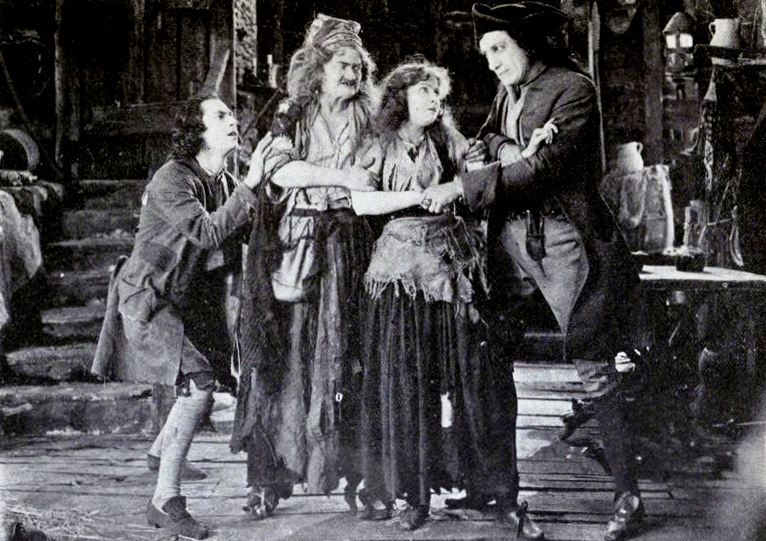
Louise en mans de la família Frochard
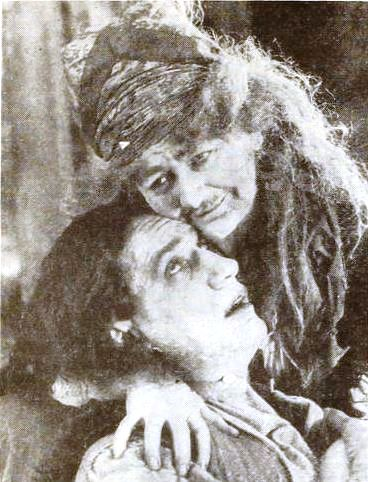
Jacques Frochard i mare Frochard
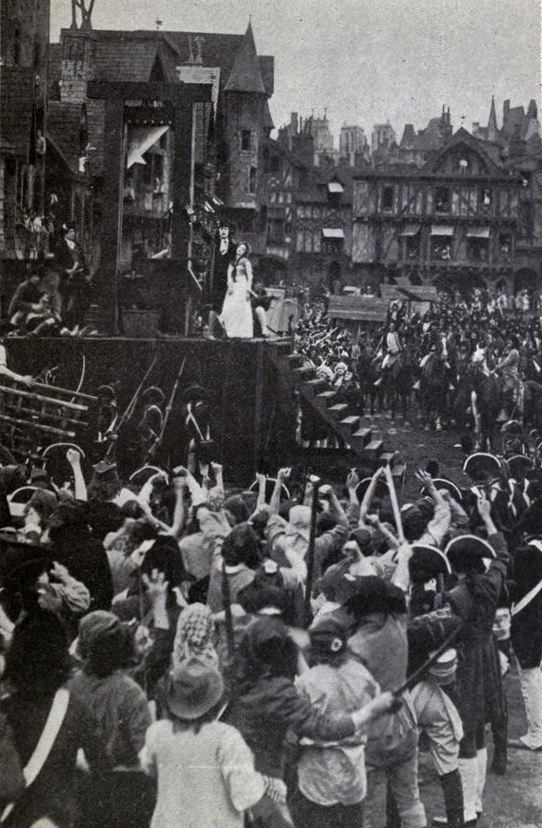
Henriette i de Vaudrey dalt del cadals